# 브누아 아몽

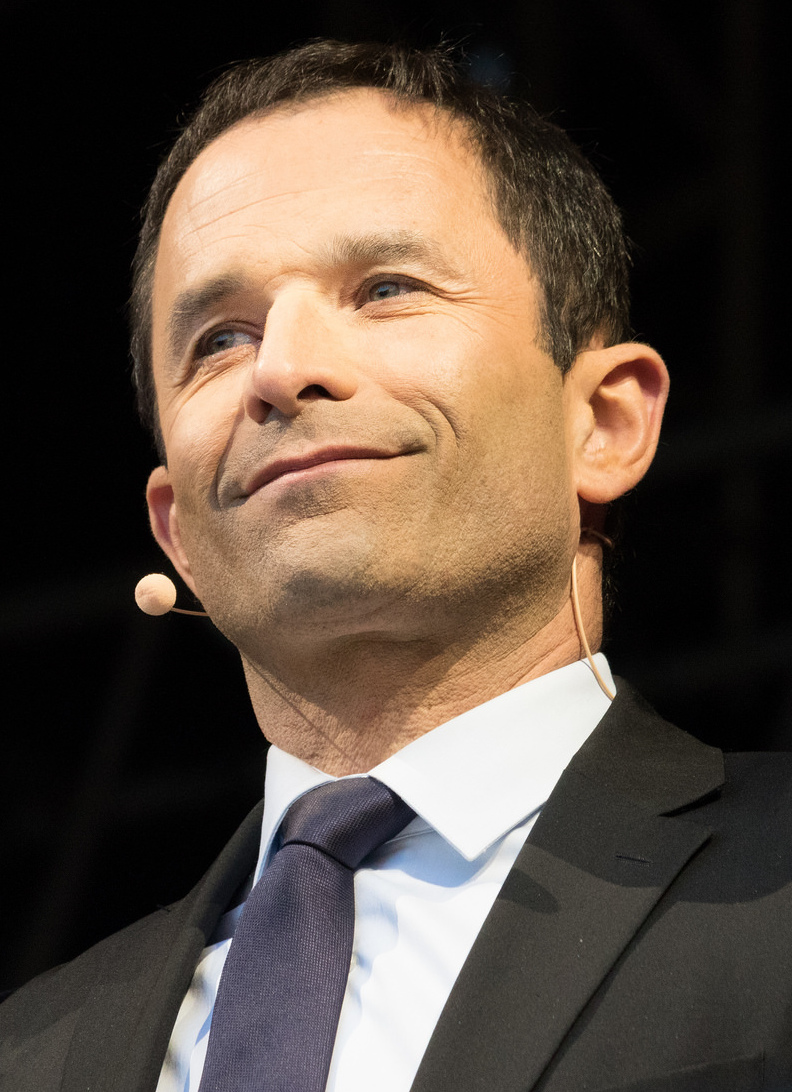

브누아 아몽(프랑스어: Benoît Hamon, 1967년 6월 26일 ~ )은 프랑스의 정치인이다. 2004년부터 2009년까지 유럽 의회 의원을 역임했으며, 2012년 5월 프랑수아 올랑드 정부의 초대 경제재무대외무역부 장관으로 지명되어 2년을 재직했다.
2017년 대선에 사회당 대통령 후보로 출마했으나 5위로 낙선했으며, 사회당이 결선 진출에 실패한 것은 2002년 프랑스 대통령 선거에 출마했던 리오넬 조스팽 이후 두 번째다. 이후 사회당을 탈당, 운동세대라는 신당을 창당했다.

## 역대 선거 결과
| 선거명      | 직책명                        | 대수 | 정당     | 1차 득표율 | 1차 득표수  | 2차 득표율 | 2차 득표수 | 결과         | 당락                     |
| ----------- | ----------------------------- | ---- | -------- | ---------- | ----------- | ---------- | ---------- | ------------ | ------------------------ |
| 1997년 선거 | 하원의원 (모르비앙 제2선거구) | 11대 | 사회당   | 20.89%     | 10,656표    | 45.65%     | 23,937표   | 2위          | 낙선                     |
| 2004년 선거 | 유럽의원 (동부프랑스 선거구)  | 6대  | 사회당   | 28.41%     | 631,989표   |            |            | 비례대표 4번 | 동부프랑스 유럽의원 당선 |
| 2012년 선거 | 하원의원 (이블린 제11선거구)  | 14대 | 사회당   | 45.30%     | 16,716표    | 55.38%     | 19,925표   | 1위          | 이블린 주 하원의원 당선  |
| 2017년 선거 | 대통령                        | 25대 | 사회당   | 6.36%      | 2,291,288표 |            |            | 5위          | 낙선                     |
| 2017년 선거 | 하원의원 (이블린 제11선거구)  | 15대 | 사회당   | 22.59%     | 7,436표     |            |            | 2위          | 낙선                     |
| 2019년 선거 | 유럽의원 (프랑스 선거구)      | 9대  | 운동세대 | 3.27%      | 741,772표   |            |            | 비례대표 1번 | 낙선                     |